# Juncus nevadensis
Juncus nevadensis là một loài thực vật có hoa trong họ Juncaceae. Loài này được S.Watson mô tả khoa học đầu tiên năm 1879.

## Hình ảnh

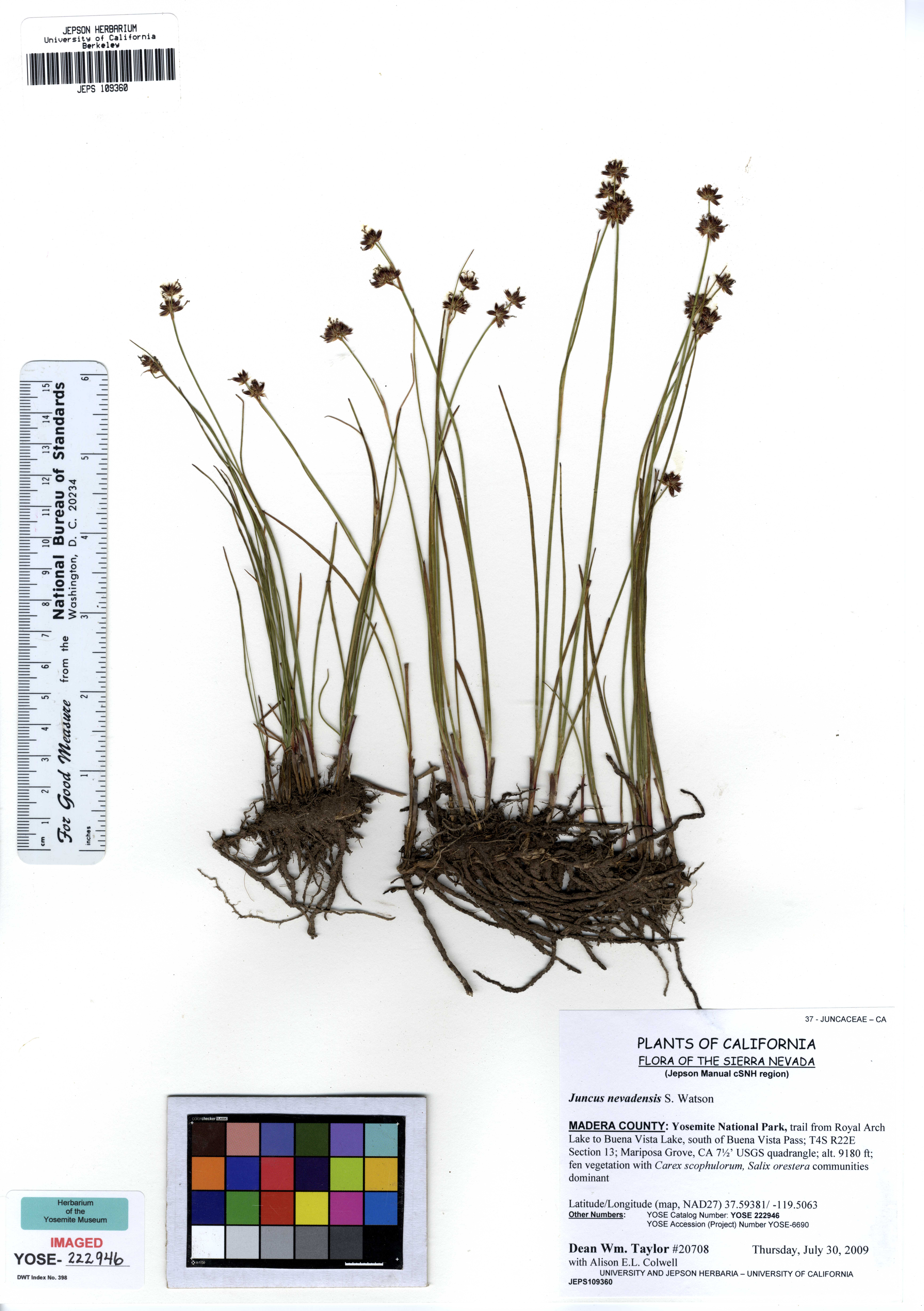